# Браилов (посёлок)
Браи́лов (укр. Браїлів) — посёлок в Жмеринском районе Винницкой области Украины.
Население по переписи 2001 года составляет 378 человек. Почтовый индекс — 23130. Телефонный код — 4332. Занимает площадь 1,4 км².

## Местный совет
Органом местного самоуправления является Браиловский поселковый совет. Адрес: пгт Браилов, ул. Гагарина, 4.